# José Jiménez Ángel

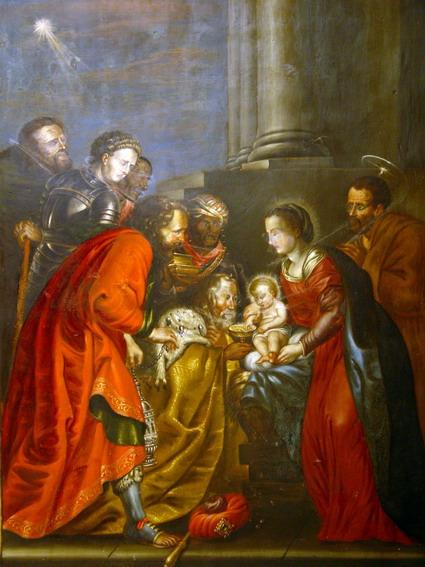
Epifanía, Camarín de la Virgen de los Remedios, Sonseca (Toledo).

José Jiménez Ángel (c.1656-1725) fue un pintor barroco español natural de Toledo. Sucedió a Claudio Coello como pintor de la Catedral de Toledo, cargo para el que fue designado por el cabildo el 4 de junio de 1695, según indica Ceán Bermúdez.

## Biografía y obra
En julio de 1672 entró de aprendiz en el taller de Hipólito de Torres. Según la carta de aprendizaje, firmada por su madre, María Fernández, viuda de Juan Jiménez Ángel, el joven aprendiz contaba dieciséis años y se comprometía a permanecer con el maestro los próximos cuatro años, aunque antes de cumplirse ese plazo consta que se encontraba en Madrid con 400 reales entregados por su madre «para que le enseñasen el oficio». Se desconoce con quién hizo estos estudios, aunque en todo caso hubo de hacerlo con el acuerdo y respaldo de Hipólito de Torres, que en su testamento, firmado en 1677, dejó una parte de sus papeles y cosas de pintura a sus aprendices y entre ellos a Jiménez Ángel. Solo unos meses después, en febrero de 1678, casó con la viuda del que había sido su maestro, a pesar de la notable diferencia de edad. La dote que la viuda de Torres aportaba al matrimonio era elevada e incluía numerosas pinturas, entre las que sobresalían una Inmaculada de Claudio Coello, un retrato de anciano de Juan Bautista Maíno y una cabeza atribuida a Tiziano.
En 1695 fue designado pintor de la catedral con un sueldo anual de 7.000 maravedís y el mismo año el ayuntamiento le encargó la decoración de la sala capitular de las casas consistoriales, en cuyo techo pintó una serie de alegorías de las virtudes de compleja iconografía aunque valiéndose en algún caso de estampas de Goltzius. En los años siguientes Jiménez Ángel recibió nuevos encargos del ayuntamiento: en 1698, con el ensamblador José Machín se ocupó de los arcos triunfales con que la ciudad recibió a los reyes, y en 1700 trabajó en la pintura de un óleo de grandes dimensiones conservado en la escalera del ayuntamiento, conocido en la documentación como la legua y sus cotos, en el que representó topográficamente los límites jurisdiccionales de Toledo, para ser presentado en un pleito que la ciudad sostenía en la Real Chancillería de Valladolid contra los religiosos del convento del Carmen.
Junto a numerosos encargos de carácter menor para la catedral, en 1706 se ocupó de la decoración del camarín de la ermita de Nuestra Señora de los Remedios en Sonseca, para la que pintó una serie de historias de la vida de la Virgen en las que, con un amplio manejo de estampas flamencas y algún recuerdo de Luca Giordano, Ceán destacó el “buen colorido”. También se conservan en el claustro del Colegio de Doncellas Nobles para el que fueron pintados en 1715 los lienzos de Santa Bárbara, Santa Librada, Santa Leocadia y la Virgen de los Remedios con colegialas, en las que se han visto posibles retratos, y de 1725, en fecha próxima a su muerte, un apostolado de medias figuras guardado en el Museo de Santa Cruz, copia literal y en algún caso invertida del apostolado pintado en 1613 por Anton van Dyck, grabado por Cornelis van Cauckercken.
A pesar de la limitación de recursos artísticos que indica este continuado uso de composiciones ajenas, Jiménez Ángel disfrutó de una holgada situación económica y gozó de indudable prestigio en Toledo. Así, cuando en 1686 el bachiller Diego de Miranda pidió desde Puebla de los Ángeles al obrero mayor de la catedral que se le enviase a México una lámina de cobre de la Virgen del Sagrario, «de mano del mejor pintor que se hallase», el encargo recayó en él, que cobró por el trabajo 850 reales.